# Grace Mahary
Grace Mahary (Edmonton, 23 maggio 1989) è una supermodella canadese.

## Biografia
Nata da genitori originari dell'Eritrea, parla inglese, francese e tigrino.
È stata scoperta in un centro commerciale da un agente e nel 2005 ha vinto il concorso "Elle Canada/Quebec Model Search" cominciando a lavorare come modella a livello locale l'anno seguente.
Nel 2009 è comparsa nel video di Trey Songz I Invented Sex/Say Aah.

## Carriera
Nel 2014 ha sfilato per lo spettacolo di Victoria's Secret.
Ha posato tra l'altro per pubblicità di Hugo Boss, Michael Kors, Nordstrom e Prabal Gurung e sfilato per Alberta Ferretti e Balenciaga, Balmain, BCBG Max Azria e Bottega Veneta, Céline, Chanel, Diane von Fürstenberg, Diesel Black Gold, Christian Dior, DKNY, Dries van Noten, Dsquared², Emilio Pucci, Ermanno Scervino, Fendi, Gareth Pugh, Giorgio Armani, Givenchy, H&M, Helmut Lang, Hugo Boss, Jill Stuart, Jonathan Saunders, Kenneth Cole, Kenzo, L'Wren Scott, Lacoste, Louis Vuitton, Maison Martin Margiela, Marc Jacobs,, Matthew Williamson, Max Mara, Michael Kors, Miu Miu, Moschino, Narciso Rodriguez, Nina Ricci, Oscar de la Renta, Paco Rabanne, Philip Treacy, Prabal Gurung, Prada, Proenza Schouler, Roberto Cavalli, Salvatore Ferragamo, Tommy Hilfiger, Valentino, Vera Wang, Victoria's Secret, Viktor & Rolf, Y-3, Yves Saint Laurent e Zac Posen.
È comparsa sulle copertine di Elle ed apparsa per servizi su CR Fashion Book, Elle, Glamour, i-D, Numéro, Vogue e W.